# Iglesia de Vilupulli
La Iglesia San Antonio de Vilupulli, o simplemente Iglesia de Vilupulli, es un templo católico situado en la localidad de Vilupulli, en la comuna chilota de Chonchi en la Región de Los Lagos, Zona Sur de Chile.
Forma parte del grupo de 16 iglesias de madera de Chiloé calificadas como Monumento Nacional de Chile y reconocidas como Patrimonio de la Humanidad por la Unesco.
Su construcción está hecha en madera y su santo patrón, al igual que la Iglesia de Colo es San Antonio, cuya fiesta se celebra el 13 de junio.
Este templo es uno de los que componen la parroquia San Carlos de Chonchi, una de las 24 parroquias de la diócesis de Ancud. 
Vilupulli, que en mapudungun significa la colina de la serpiente, aparece ya nombrado en escritos de comienzos del siglo XVII, cuando se describe a un pueblo de indios encomendado a Luis Pérez de Vargas, y más de un siglo más tarde, en 1747, la encomienda estaba a cargo de Miguel Fadrique Gallardo, según los archivos de la Real Audiencia.
La capilla que actualmente se emplaza en el sector dataría del siglo XIX, si bien el arquitecto a historiador, padre Gabriel Guarda, consigno que una parte bien puede datar de fines del siglo XVIII. Algo diferente se sostiene en un texto recopilado por el Obispado de Ancud con base en relatos orales recogidos en el sector, en el que se consigna que "la capilla fue hecha mediante mingas y se empezó a construir mis o menos en el año 1900. El terreno que es de la iglesia, se cree, fue donado por don Mariano Oyarzún o por el padre de él". Los trabajos habrían sido guiados por Pedro Andrade Oyarzún, de quien se dice fue el jefe de obra.
Durante la construcción de la iglesia se habrían generado una serie de historias, siendo la más peculiar de ellas una recogida por el texto del Obispado de Ancud, donde lo real bien puede estar tenido por el mito: "debajo de la iglesia hay personas sepultadas, porque comentan, que cuando se construyó, los niños de la escuela andaban trayendo calaveras que salían de las excavaciones hechas para las bases, salieron de los hoyos huesos y tablas de alerce de los ataúdes".
Normalmente la nueva iglesia, se construye al lado de la vieja y se ocupan parte de los materiales de la anterior, como sería este el caso.
El trabajo comunitario asociado a esta capilla siempre ha estado presente en el sector, preocupación que se aprecia en el estado actual de conservación del templo. "En los tiempos antiguos no había comités en Vilupulli, pero las personas se juntaban cuando había que hacer algún trabajo en la capilla. Todos los trabajos estaban dirigidos por el presidente de la iglesia y al más antiguo que recuerdan es a don Braulio Bórquez. Después estuvieron en este cargo otras personas, pero siempre cuando se pedía ayuda para mantener la iglesia, había voluntad y unión", se recoge en un documento.
Uno de los hitos en la historia de la capilla fue la llegada de la campana, hacia 1940, ya que para subirla hasta el tambor más alto de la tome, sé requirió el trabajo de prácticamente todos los vecinos del sector.
Desde que se terminó de construir esta iglesia, no ha sufrido alteraciones formales ni materiales importantes y solo ha recibido renovaciones parciales de revestimientos exteriores y pinturas, según consigna el informe del Consejo de Monumentos Nacionales para la Postulación de las Iglesias de Chiloé para su inclusión en la Lista del Patrimonio Mundial.
En 1997 la Fundación de Amigos de las Iglesias de Chiloé y la Facultad de Arquitectura de la Universidad de Chile, realizaron con financiamiento proveniente de empresas privadas, la reparación de estructuras de piso, restauración de decorados en el pórtico y la reparación de hojalatería. Obras pendientes serían el tratamiento antixilófago de las maderas, pintura exterior y restauración de decorados. En términos generales se indica que la capilla de Vilupulli presenta un "buen estado actual, esta iglesia ha tenido una permanente mantención por parte de la comunidad local". Así sus maderas de ciprés, coigüe y alerce han soportado relativamente bien el paso de los años, pese a constantemente estar expuestas a la humedad.

## Imaginería
Uno de los aspectos que marcan a esta iglesia es su imaginería, la mayor parte confeccionada por santeros chilotes, conservando piezas únicas, algunas de gran valor artístico y patrimonial Nuestra Señora de Gracia, Nuestra Señora de la Inmaculada Concepción, San Antonio de Padua y una legión de santos y vírgenes no identificados, forman parte del inventario de la santería de Vilupulli. Así hay un Santo hecho en tela encolada, que posee una
gran desproporción entre el cuerpo, la cabeza y las manos. Su vestimenta llama la atención, por la combinación poco usual de prendas y colores.
Pero entre toda la santería de esta capilla, la pieza que más ha llamado la atención de los expertos es la de Nuestra Señora de la Inmaculada Concepción o también conocida como la "Virgen Sentada'". Se trata de una imagen de talla esquemática, con cabeza, manos y piernas de madera policromada. Su cara luce ojos azules y una interesante estilización de la cabellera tallada.
Con la mano derecha, sostiene una vara y en la mano izquierda time un rosario de grandes cuentas de madera. La Virgen esta sentada en un trono de madera y con su pie derecho pisa un demonio de fauces abiertas en forma de sierpe verde, que está hecho con lona rellena.
Entre 1998 y 1999 esta imagen fue sometida a un proceso de restauración en el Centro de Conservación y Restauración del Museo Regional de Ancud, lugar donde se han estado recuperando varias de las imágenes que pueblan las iglesias del archipiélago.
Vilupulli, con su tome estilizada y su imaginería, paso a convertirse en parte del Patrimonio de la Humanidad el 30 de noviembre de 2000

## Características
| Elementos    | Componente            | Descripción                                                               |
| Torre        | Tambores Chapitel     | Dos tambores de planta octogonal Octogonal recubierto en tejuela          |
| Pórtico      | Pilares Arcas Frontón | Sección redonda revestida Medio punto y rebajado Revestimiento de tejuela |
| Nave Central | Bóveda Arcos Pilares  | Plana De medio punto rebajado Columnas de sección cilíndrica              |

| Materiales    |                                  |
| Estructura    | Ciprés y coigüe. Basas de piedra |
| Revestimiento | Alerce y ciprés                  |
| Torre         | Ciprés                           |

## Monumento Nacional
Decreto Supremo N° 1750, 2 de julio de 1971 Decreto Exento N° 260, 8 de septiembre de 1999 (fija límites)
| Estatus eclesial     | Capilla              |
| Periodo fundacional  | Fines del siglo XIX  |
| Data de construcción | Fines del siglo XIX  |
| Patrono              | San Antonio de Padua |

| Fiestas Religiosas                             |
| Virgen de Lourdes: 11 de febrero (siete días)  |
| San Antonio de Padua: 13 de junio (un día)     |
| Virgen del Carmen: 16 de junio (un día)        |
| Inmaculada Concepción: 8 de diciembre (un día) |

```
"Probablemente, la santería de Chiloé, se origina en la actividad de talleres locales a cargo de un especialista jesuita y sus artesanos nativos. (...) La situación periférica de Chiloé respecto de los centros artesanales productores de imaginería y la pobreza, obliga al desarrollo de una industria local de imaginería, lo cual se manifiesta en el uso de maderas nativas como la luma, canelo, ciruelillo, ciprés y tepa en la construcción del soporte y, la utilización de pastas de arcilla o de cancahua en la elaboración de cabezas y mascarillas.
```

```
La técnica de policromía aplicada consta de, una base de preparación constituida por un material de carga y un aglutinante cubriendo y preparando el soporte para el temple, que es acuoso, dado su carácter opaco, liviano y la poca fusión de los colores. Las carnaciones son pálidas, algunas imágenes presentan rubores ovalados en las mejillas para las femeninas, barbas incipientes para el masculino. Se repiten los labios finos y anaranjados, los ojos finamente delineados; cejas y cabello de color tierra oscura. La ausencia de barniz de acabado final en mochas imágenes es un aspecto significativo a considerar al momento de intervenirlas y, señala una diferencia esencial entre las imágenes de Chiloé y la imaginería religiosa Europea del 
siglo
 
XVIII
. Así, la existencia de un taller local de imaginería, surge al constatar en todo el archipiélago, la repetición de los materiales, de la técnica de policromía y de los patrones estéticos.
```

```
En Chiloé, las imágenes son vistas como sujetos de una sociedad similar a la humana, dotados de vida, poderosos. Sin embargo, al igual que los humanos, son susceptibles a la enfermedad y la muerte. En vista de aquello, los chilotes las cuidan con cariño, como lo señala su manera cultural: las imágenes tienen su fiesta patronal, celebración en la cual una de ellas será la protagonista. Ocupará un lugar destacado delante del altar, arreglada con sus mejores atuendos presidirá la procesión, acompañada por las otras imágenes, sus parientes. Es más, la relación directa con la imagen será privilegio de los Patrones de Imagen. Ellos son los encargados de cuidarle, prenderle velas, cambiarle y lavarle las vestimentas. Así, la imaginería religiosa tiene un profundo significado en la existencia de las gentes.
```

```
Sin embargo, a pesar de los cuidados brindados por parte de los Patrones de Imagen y la comunidad, todas las imágenes del archipiélago presentan deterioros activos, de diverso origen y diferente magnitud". 
```

Fuente: "Imaginería Religiosa en Madera Policromada del Archipiélago de Chiloé"; Ana
Elisa Anselmo G., Centro Nacional de Conservación y Restauración, Museo Regional de Ancud.